# ススリンの問題
数学における、ススリンの問題（ススリンのもんだい）とは1920年に発表されたミハイル・ヤコヴレヴィチ・ススリンの遺稿で提示された全順序集合に関する問題である。
この問題は標準的な公理的集合論の体系として知られるZFCと独立であることが知られている。すなわち、この問題はZFCの下で証明も反証もされない。
(Suslinは、キリル文字表記Суслинに由来するフランス翻字でSouslinとも書かれることがある。)

## 定式化
空でない全順序集合Rで、以下の4条件を満たすものが与えられたとする。
1. Rは最小元も最大元も持たない。
2. R上のその順序は稠密である。(任意の異なる2元の間に、第3の元が必ず存在する。)
3. R上のその順序は完備である。すなわち、任意の空でない有界な集合は上限と下限を持つ。
4. R上の互いに交わらない空でない開区間の族は、その濃度が高々可算となる。(すなわち、Rは 可算鎖条件 : c.c.c. を満たす)

このとき、Rは必ず実数直線Rと順序位相同型となるか？
もし、Rが可算鎖条件を満たすための必要条件が、Rが可算な稠密部分集合を持つ(すなわち、Rが可分空間である)ことに置き換えられるなら、この問いの答えはyesでこのようなRは実数直線Rに順序位相同型となる。

## ススリンの仮説
実数直線Rと同型でないが(1) – (4)を満たす全順序集合はススリン線として知られている。ススリン線の存在性はススリン木の存在性と同値であることが証明されている。構成可能性公理V＝Lの仮定の下ではススリン線は存在する。
ススリンの仮説(SH)とは、ススリン線は存在しない（すなわち、c.c.c.を満たす、
端点を持たない稠密完備線型順序は、実数直線と同型である）という命題である。
高さω1の木は、長さω1の枝か濃度ω1の反鎖を持つ。という命題とも同値である。
(高さω1の木で、長さω1の枝も濃度ω1の反鎖も持たない木をススリン木という。)
一般化されたススリンの仮説(GSH)とは、いかなる無限正則基数κについても、高さκの木は、必ず長さκの枝か濃度κの反鎖を持つ。という命題である。
SHはZFCと独立で、一般連続体仮説(GCH)・連続体仮説の否定(￢CH)のどちらとも独立である。しかしながら、マーティンの公理(MA)+￢CH からはSHが導かれる。GCHとGSHが互いに矛盾しないかどうかは分かっていない。